# Telematikinfrastruktur
Die Telematikinfrastruktur (TI) soll alle Beteiligten im Gesundheitswesen wie Ärzte, Zahnärzte, Psychotherapeuten, Krankenhäuser, Pflegeeinrichtungen, Apotheken, Leistungserbringer und Krankenkassen im Rahmen der digitalen Gesundheitsanwendungen miteinander vernetzen. Somit sind der Aufbau und der Betrieb der Telematikinfrastruktur, mit der sich in Deutschland auch die Gematik beschäftigt, als Teil der Digitalen Medizin anzusehen. Medizinische Informationen, die für die Behandlung der Patienten benötigt werden, sollen so schneller und einfacher verfügbar sein. Nach dem E-Health-Gesetz müssen alle deutschen Arztpraxen einen solchen Zugang bereitstellen; für Österreich ist der E-Health-Verzeichnisdienst maßgeblich.

## Geschichte
In Deutschland hatten laut dem Gesetz für sichere digitale Kommunikation und Anwendungen im Gesundheitswesen sowie zur Änderung weiterer Gesetze vor allem Vertragsärzte/Vertragspsychotherapeuten und Krankenkassen bis zum 1. Juli 2018 die für die Telematik notwendige Infrastruktur einzurichten, um als erste Anwendung das Versichertenstammdatenmanagement (VSDM) durchführen zu können. Das Versichertenstammdatenmanagement betrifft die Routinedaten der Versicherten (Geschlecht, Name, Vornamen, Geburtsdatum, Wohnanschrift und Versichertenstatus). Die ICD-Diagnosen sowie eventuelle Notfalldaten oder Medikationen können mit Einverständnis der Versicherten freigeschaltet und gespeichert werden. Durch die Online-Prüfung können die entsprechenden Daten in der Patientenakte des Arztes und auf der eGK aktualisiert werden. Außerdem kann geprüft werden, ob der Patient aktuell ein versichertes Pflichtmitglied, ein freiwilliges Mitglied, ein Mitglied der Krankenversicherung der Rentner oder ein beitragsfrei mitversichertes Familienmitglied (mitversicherte Person im Rahmen der Familienversicherung) seiner angegebenen Krankenkasse ist. Eine Identitätsfeststellung ist jedoch nicht vorgesehen.
Nach dem Digitale-Versorgung-Gesetz mussten sich Apotheken bis zum 30. September 2020 und Krankenhäuser bis zum 1. Januar 2021 an die Telematikinfrastruktur anschließen.

## Komponenten
Die notwendige Telematikinfrastruktur besteht aus mehreren Komponenten. Der Konnektor und das Kartenterminal müssen von der gematik zugelassen und vom Bundesamt für Sicherheit in der Informationstechnik (BSI) zertifiziert sein.

### Konnektor

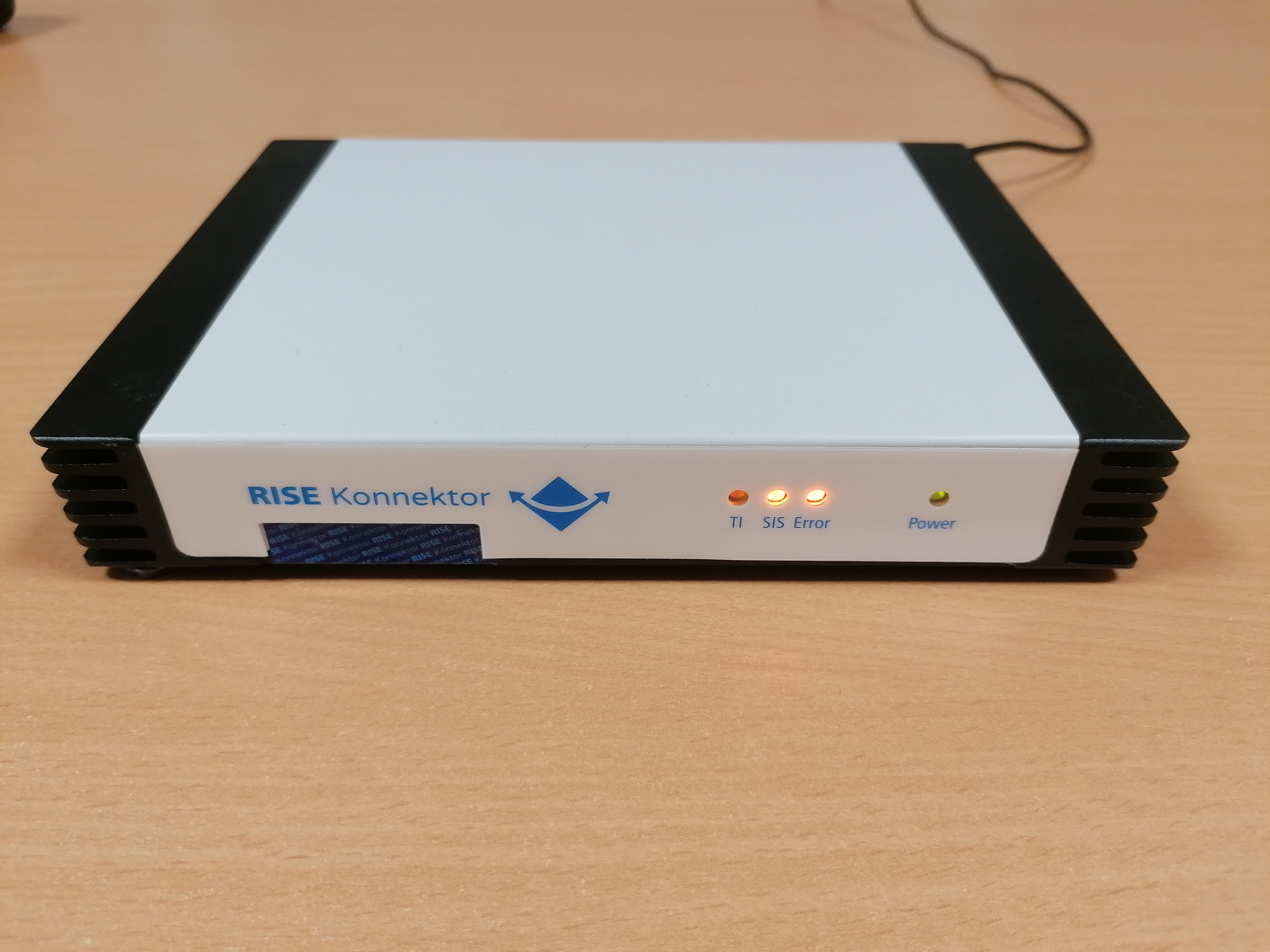
Ein Konnektor

Der Zugang zur Telematikinfrastruktur erfolgt über den Konnektor.
Neben dem Zugang zur Telematikinfrastruktur über ein Virtual Private Network (virtuelles privates Netzwerk, VPN) stellt der Konnektor verschiedene Schnittstellen zu Applikationen in der Telematikinfrastruktur zur Verfügung.
Diese sind u. a.:
- Versichertenstammdatenmanagement (VSDM)
- Kommunikation im Medizinwesen (KIM)
- Qualifizierte elektronische Signatur (QES)
- Elektronische Patientenakte (EPA)
- Notfalldatenmanagement (NFDM)
- elektronischer Medikationsplan/Arzneimitteltherapiesicherheit (eMP/AMTS)

Der Konnektor ist mit den stationären Kartenterminals der Praxis sowie mit dem Praxisverwaltungssystem (PVS) der Praxiscomputer per Netzwerk verbunden. Dabei ist sicherzustellen:
- Das Praxisverwaltungssystem muss angepasst werden, um eine Verbindung zum Konnektor zu ermöglichen und um die Versichertendaten der elektronischen Gesundheitskarte (eGK) importieren zu können.
- Der Konnektor wiederum stellt für das Praxisverwaltungssystem die Verbindung zur Telematikinfrastruktur her. Daneben erfüllt der Konnektor weitere Sicherheitsaufgaben, wie das Verschlüsseln und Signieren von medizinischen Dokumenten.
- Der Konnektor überträgt personenbezogene Daten, deshalb gelten besondere Sicherheitsanforderungen. Der Standort des Konnektors sollte zutrittsgeschützt sein.[5]

Im Jahr 2022 sind Konnektoren von drei Herstellern durch die Gematik zugelassen: Secunet, CompuGroup Medical und „Research Industrial Systems Engineering“ (RISE). und in 2025 ebenfalls von drei Herstellern, wobei die „CompuGroup Medical“ durch den Anbieter „KoCo Connector GmbH“ ersetzt ist.
Im Laufe des Jahres 2025 ist das Thema der Konnektoren wieder sehr präsent, weil zum dann Jahresende das Ende der in den SmartCards von 35.000 Konnektoren verwendeten RSA-Zertifikate mit einer Schlüssellänge von 2048 Bit vorgegeben ist. Eine fristgerechte Umsetzung auf die neuere vorgeschriebene Technik wird mittlerweile als kritisch angesehen.

### E-Health-Kartenterminal

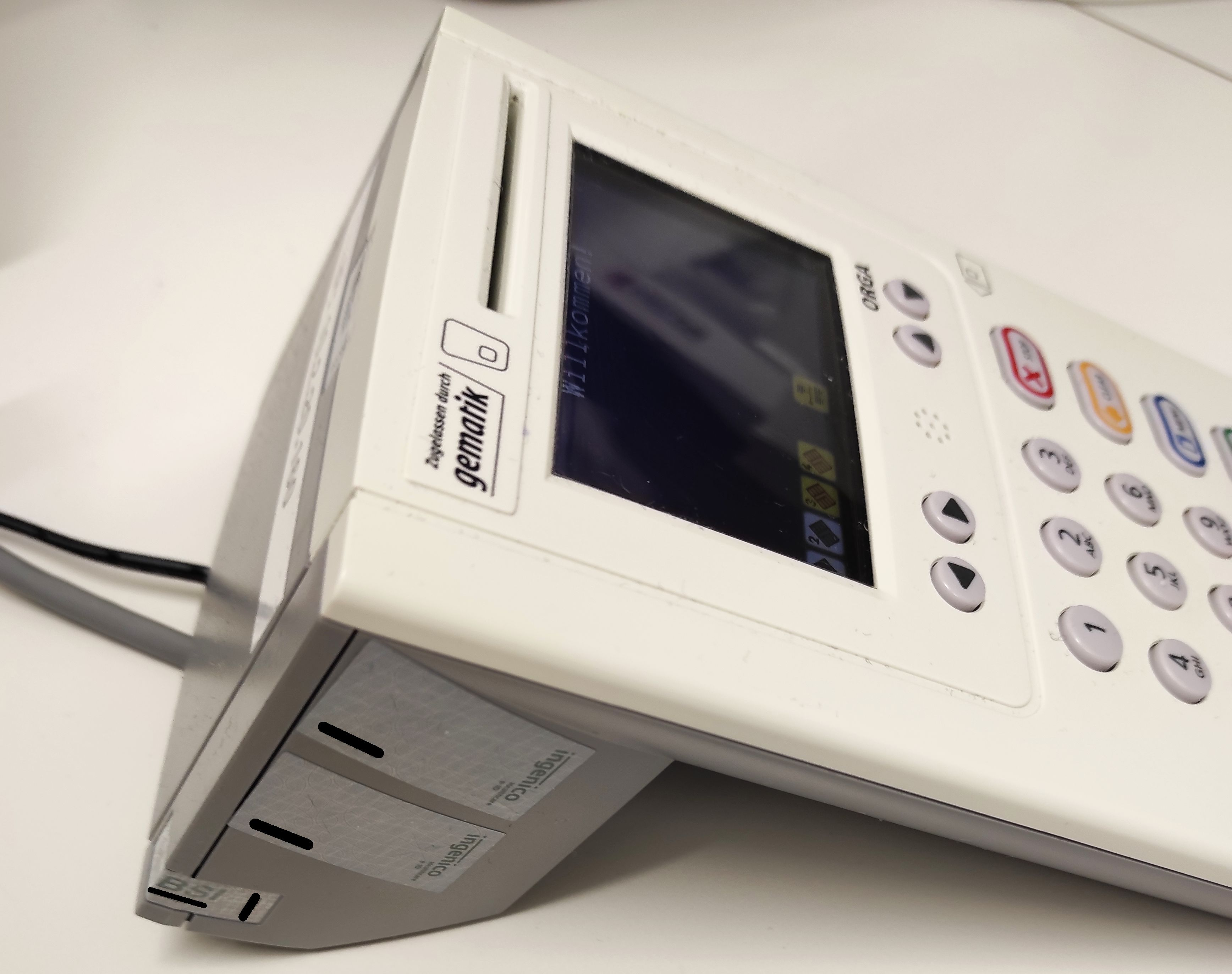
Kartenterminal einer Arztpraxis; die Steckplätze für die SMC-B und SMC-KT-Karten links sind versiegelt

Im E-Health-Kartenterminal werden dreierlei Chipkarten eingelesen:
- SMC-B-Karte (Security Module Card-Typ B) bestätigt der Telematikinfrastruktur, dass der Zugriff über eine berechtigte Einrichtung (Praxis, Medizinisches Versorgungszentrum, Krankenhaus) erfolgt. Die SMC-B-Karte ist ein Praxisausweis – eine Chipkarte, die die Praxis für die Teilnahme an der Telematikinfrastruktur authentifiziert. Dieser Praxisausweis wird bei jedem neuen Einschalten des Kartenterminals, beim Neustart des Konnektors oder z. T. auch beim Start des Praxisverwaltungssystems durch die Eingabe eines PIN-Codes (persönliche Identifikationsnummer) freigeschaltet und verbleibt im Kartenterminal.
- Der elektronische Heilberufsausweis (eHBA) ist eine Chipkarte für Ärzte (elektronischer Arztausweis), Zahnärzte, Psychotherapeuten, Apotheker und künftig auch für Angehörige anderer Gesundheitsberufe, die sich damit identifizieren.
- Die elektronische Gesundheitskarte, mit der sich der jeweilige Patient ausweist.

Stationäre E-Health Kartenterminals benötigen außerdem zusätzlich eine weitere Chipkarte, die so genannte gSMC-KT (gerätespezifische Security Module Card für stationäre eHealth Kartenterminals), um sich als Teil der TI gegenüber dem Konnektor zu identifizieren.

### VPN-Zugangsdienst
Für den Zugang zur Telematikinfrastruktur benötigen Praxen einen speziellen VPN-Zugangsdienst – ähnlich einem Internetprovider, der den Zugang zur TI bereitstellt. Dieser wird über den Konnektor hergestellt und kann sowohl parallel zur bestehenden Netzwerkinfrastruktur als auch seriell als einziger Router für das Praxisnetz eingerichtet werden. Obwohl der serielle „Reihenbetrieb“ höheren Sicherheitsanforderungen genügt, wird in der Praxis häufig der Parallelbetrieb eingerichtet, da er weitere internetbasierte Dienste und Anwendungen nicht behindert.

### Sicheres Netz der Kassenärztlichen Vereinigungen
Das Sichere Netz der Kassenärztlichen Vereinigungen (SNK) ist Teil der TelematikInfrastruktur, womit Ärzte und Psychotherapeuten zum Beispiel die Abrechnung online bei ihrer Kassenärztliche Vereinigung einreichen können.

## Anwendungen

### Elektronische Arbeitsunfähigkeitsbescheinigung
Arbeitsunfähigkeitsbescheinigungen werden sein 2022 elektronisch vom Arzt zur Krankenkasse und von der Krankenkasse zum Arbeitgeber übermittelt, wobei die Telematikinfrastruktur (genauer: KIM, ein sicherer E-Maildienst) benutzt wird.

### Elektronisches Rezept
Das E-Rezept benutzt die Telematikinfrastruktur und wurde zum 1. Januar 2024 für gesetzlich Versicherte verpflichtend eingeführt.

### Elektronische Patientenakte
Seit 1. Januar 2025 hat jeder gesetzlich Versicherte, der nicht widerspricht, eine zentral gespeicherte elektronische Patientenakte. Ab 1. Oktober 2025 muss jeder niedergelassene Arzt diese benutzen.

### TI-Messenger
Zum 1. Juli 2025 wurde der TI-Messenger (auch kurz TIM genannt) veröffentlicht. Dabei handelt es sich um einen Chat-Client, mit dem am Telematikdienst Beteiligte – wie Ärzte, Krankenkassen oder Apotheken – gesichert miteinander kommunizieren können.

## Kosten
Nach den gesetzlichen Vorgaben sind die Krankenkassen verpflichtet, die Kosten für die Erstausstattung der Praxen und für den laufenden Betrieb in voller Höhe zu übernehmen. Da hierüber keine Einigung erzielt wurde, hatten die Vertragspartner, also die Kassenärztliche Bundesvereinigung (KBV) und der Spitzenverband Bund der Krankenkassen (GKV-Spitzenverband), das Bundesschiedsamt eingeschaltet. Nach dessen Entscheidung beträgt der Erstattungsbetrag ab dem 3. Quartal 2018 je nach Praxisgröße 1.155 Euro bis 2.025 Euro. Darüber hinaus erhalten Ärzte und Psychotherapeuten eine einmalige Startpauschale von 900 Euro. Damit werden vor allem Kosten erstattet, die im Zusammenhang mit der technischen Ausstattung stehen, zum Beispiel für den Praxisausfall während der Installation des Konnektors und für die Kosten der Anpassung des Praxisverwaltungssystems. Die Kosten stiegen jedoch bis 2022 auf durchschnittlich 9000 Euro. Demjenigen, der nicht rechtzeitig die Erstausstattung bestellt, werden diese Kosten nicht mehr erstattet.
Die Betriebskostenpauschale für die Wartung der Technik und deren Updates beträgt 248 Euro je Quartal. Darüber hinaus werden auch die Betriebskosten für den Praxisausweis in Form der SMC-B Smartcard in Höhe von 23,25 Euro pro Quartal und Karte sowie für den Arztausweis in Form der HBA Smartcard in Höhe von 11,63 Euro pro Quartal und Karte vergütet.
Laut Berechnungen des Chaos Computer Club, lägen die Kosten für neue Konnektoren, die wegen des Auslaufens der Zertifikate der Router notwendig seien, bei etwa 400 Millionen Euro.

## Sanktionen
Als Sanktion wird gemäß § 291 Absatz 2b Satz 14 SGB V eine Honorarkürzung (in Höhe von zuerst 1 % ab dem 1. Juli 2019 für das zweite Halbjahr 2019 und für die beiden ersten Monate des Jahres 2020 mit Erhöhung ab dem 1. März 2020 auf 2,5 % des vertragsärztlichen Honorarumsatzes) denjenigen Praxen angedroht, die ihrer Pflicht zum Versichertenstammdatenmanagement nicht nachkommen. Ähnliche Sanktionen betreffen auch die öffentlich-rechtlichen Gesellschafter der Betriebsgesellschaft gematik GmbH – die Kassenärztliche Bundesvereinigung (KBV), die Kassenzahnärztliche Bundesvereinigung (KZBV) und den Spitzenverband Bund der Krankenkassen (GKV). Sie müssen mit Haushaltskürzungen rechnen, wenn Fristen zur Umsetzung nicht eingehalten werden. Den im Gesetz genannten Termin musste der Gesetzgeber jedoch verschieben, weil es zu Verzögerungen bei der Bereitstellung der notwendigen Technik gekommen war. Mit dem Pflegepersonal-Stärkungsgesetz hatte der Gesetzgeber eine weitere Fristverlängerung bis zum 30. Juni 2019 beschlossen.

## Kritik
Kritik, sowohl an der praxisexternen Speicherung von Gesundheitsdaten als auch an der Anbindung von Praxen und Krankenhäusern an eine Telematikinfrastruktur, erfolgt auf Grund des bestehenden Risikos, dass Daten illegal abgeführt werden, und befürchteten zunehmenden Missbrauchs der Gesundheitsdaten. In der Vergangenheit wurden bereits Sicherheitslücken aufgedeckt. Es gibt Hinweise darauf, dass die Einrichtung der TI in den Praxen nicht flächendeckend qualitativ ausreichend erfolgt, noch 2019 konnten Firewalls der Praxen geöffnet werden, um die TI funktionsfähig zu betreiben. Sie richtet sich auch an den leichtfertigen Umgang eines Großteils der Bevölkerung mit diesen sensiblen Daten. Die Kritik an der elektronischen Gesundheitskarte und der damit verbundenen Anbindung an die Telematikinfrastruktur richtet sich vor allem dagegen, dass sie ein Einfallstor für die Speicherung von Gesundheitsdaten auf zentralen Servern der Krankenkassen sein wird.
Aufgrund des Konnektortausches haben im Oktober 2022 sieben Zahnärzteverbände eine Anzeige bei der Antikorruptionsstelle erstattet. Der Vorwurf lautet, dass die gesetzlichen Krankenkassen durch den Tausch unnötig entstehende Mehrausgaben in Höhe von 72.654.050 Euro allein im Zeitraum 1. September 2022 bis 31. März 2023 hinnehmen. Dies lasse „den Verdacht der zweckwidrigen Verwendung von GKV-Mitteln zum Konnektortausch in der Telematikinfrastruktur“ aufkommen.

### Laufzeitverlängerung
Das Handelsblatt meldet am 25. November 2020, „dass die heute eingesetzten Hardware-Boxen nach fünf Jahren schrottreif sind, weil dann ihr Sicherheitszertifikat ausläuft. Das Konnektor-Sterben wird bald beginnen, zeigt eine Kleine Anfrage der Grünen, die Handelsblatt Inside vorliegt. Ab September 2022 werden die ersten Konnektoren unbrauchbar, bis Ende 2023 sind es voraussichtlich 39 Prozent aller Geräte.“ Die Bundesregierung will eine solche Verschrottung verhindern:

„Eine Lösungsfindung könne nur zusammen mit den Herstellern der Konnektoren gelingen, teilte die Gematik dem Deutschen Ärzteblatt auf Nachfrage mit. ‚Die Gematik erarbeitet daher gemeinsam mit den Herstellern Lösungen, um einen reibungslosen Betrieb von Praxen und Krankenhäuser auch über das Laufzeitende der Zertifikate hinaus sicherzustellen‘, so der Gematik-Sprecher.“

Entgegen früherer Überlegungen, die Konnektoren nach dem Zertifikatsablauf weiter zu betreiben, wurde von der gematik die Telematikinfrastruktur 2.0 spezifiziert, welche komplett ohne die proprietäre Technik auskommen soll. Das Auslaufen der ersten Konnektoren (und der zugehörigen Finanzierungsvereinbarung) wird im Jahr 2022 erwartet.[veraltet] Die Spezifikationsphase der TI 2.0 wird zu diesem Zeitpunkt noch nicht abgeschlossen sein. Deshalb soll die bisherige Lösung als Überbrückungstechnologie weiterbetrieben werden. Die Kostenübernahme ist noch ungeklärt.
Im Oktober 2022 demonstrierte der Chaos Computer Club jedoch, dass das Austauschen der Hardware nicht erforderlich ist, sondern ein bloßes Softwareupdate vollkommen ausreicht. Um dieses jedoch auf die Konnektoren anzuwenden, muss erst ein neues Zertifikat der Gematik herausgegeben werden und das Update von den Herstellern signiert werden.

## Ausblick
Mit dem Digitale-Versorgung-und-Pflege-Modernisierungs-Gesetz (DVPMG) wurde am 3. Juni 2021 ein drittes „Digitalisierungsgesetz“ beschlossen.